# Mads Würtz Schmidt
Mads Würtz Schmidt (* 31. března 1994) je dánský profesionální silniční cyklista jezdící za UCI ProTeam Israel–Premier Tech.

## Kariéra
V roce 2011 se Schmidt stal na domácí půdě v Kodani juniorským mistrem světa v časovce, když o 4,11 sekundy porazil druhého Jamese Orama. O 4 roky později se stal znovu mistrem světa v časovce, tentokrát v kategorii do 23 let.
Schmidt vyhrál šestou etapu Tirrena–Adriatica 2021 z denního úniku, druhou nejrychlejší etapu v historii závodu. V červnu 2021 se stal národním šampionem v silničním závodu, když v závěru porazil Frederika Wandahla a Mathiase Norsgaarda. V srpnu 2021 byl jmenován na startovní listině Vuelty a España 2021, ale ze závodu odstoupil v průběhu sedmé etapy.

## Hlavní výsledky
2011
Mistrovství světa
 vítěz časovky juniorů
Národní šampionát
2. místo časovka juniorů
2012
Driedaagse van Axel
 celkový vítěz
vítěz etap 2 (ITT) a 4
vítěz Paříž–Roubaix Juniors
Course de la Paix Juniors
vítěz etapy 2a (ITT)
Mistrovství světa
8. místo časovka juniorů
Mistrovství Evropy
8. místo časovka juniorů
2013
Le Triptyque des Monts et Châteaux
 vítěz soutěže mladých jezdců
7. místo Ster van Zwolle
2014
2. místo ZLM Tour
4. místo Eschborn–Frankfurt Under–23
5. místo Ster van Zwolle
2015
Mistrovství světa
 vítěz časovky do 23 let
Národní šampionát
 vítěz časovky do 23 let
3. místo časovka
Tour de l'Avenir
vítěz 4. etapy
ZLM Tour
6. místo celkově
vítěz 2. etapy (TTT)
Danmark Rundt
7. místo celkově
 vítěz soutěže mladých jezdců
vítěz 5. etapy (ITT)
8. místo Velothon Stockholm
9. místo Ringerike GP
2016
Národní šampionát
 vítěz silničního závodu do 23 let
 vítěz časovky do 23 let
Le Triptyque des Monts et Châteaux
 celkový vítěz
 vítěz bodovací soutěže
vítěz etap 2 a 3b
vítěz GP Herning
Danmark Rundt
3. místo celkově
 vítěz soutěže mladých jezdců
vítěz 4. etapy (ITT)
3. místo Skive–Løbet
ZLM Tour
9. místo celkově
Boucles de la Mayenne
9. místo celkově
2017
2. místo Rund um Köln
Étoile de Bessèges
3. místo celkově
 vítěz soutěže mladých jezdců
2018
7. místo Clásica de Almería
2019
Ster ZLM Tour
3. místo celkově
2020
5. místo Coppa Sabatini
2021
Národní šampionát
 vítěz silničního závodu
Tirreno–Adriatico
vítěz 6. etapy
4. místo Trofeo Serra de Tramuntana
Étoile de Bessèges
5. místo celkově

### Výsledky na Grand Tours
| Grand Tour      | 2018 | 2019 | 2020 | 2021 | 2022 | 2023 |
| --------------- | ---- | ---- | ---- | ---- | ---- | ---- |
| Giro d'Italia   | 81   | —    | —    | —    | —    | DNF  |
| Tour de France  | —    | 117  | —    | —    | —    | —    |
| Vuelta a España | —    | —    | —    | DNF  | —    | —    |

| —   | Nezúčastnil se |
| DNF | Nedokončil     |
| JS  | Jede se        |